# Elibia dolichus
Espèce
Elibia dolichus est une espèce d'insectes lépidoptères de la famille des Sphingidae, sous-famille des Macroglossinae, tribu des Macroglossini, sous-tribu des Macroglossina et du genre Elibia. C'est l'espèce type pour le genre.

## Description
L'envergure de l'imago est de 120–146 mm.

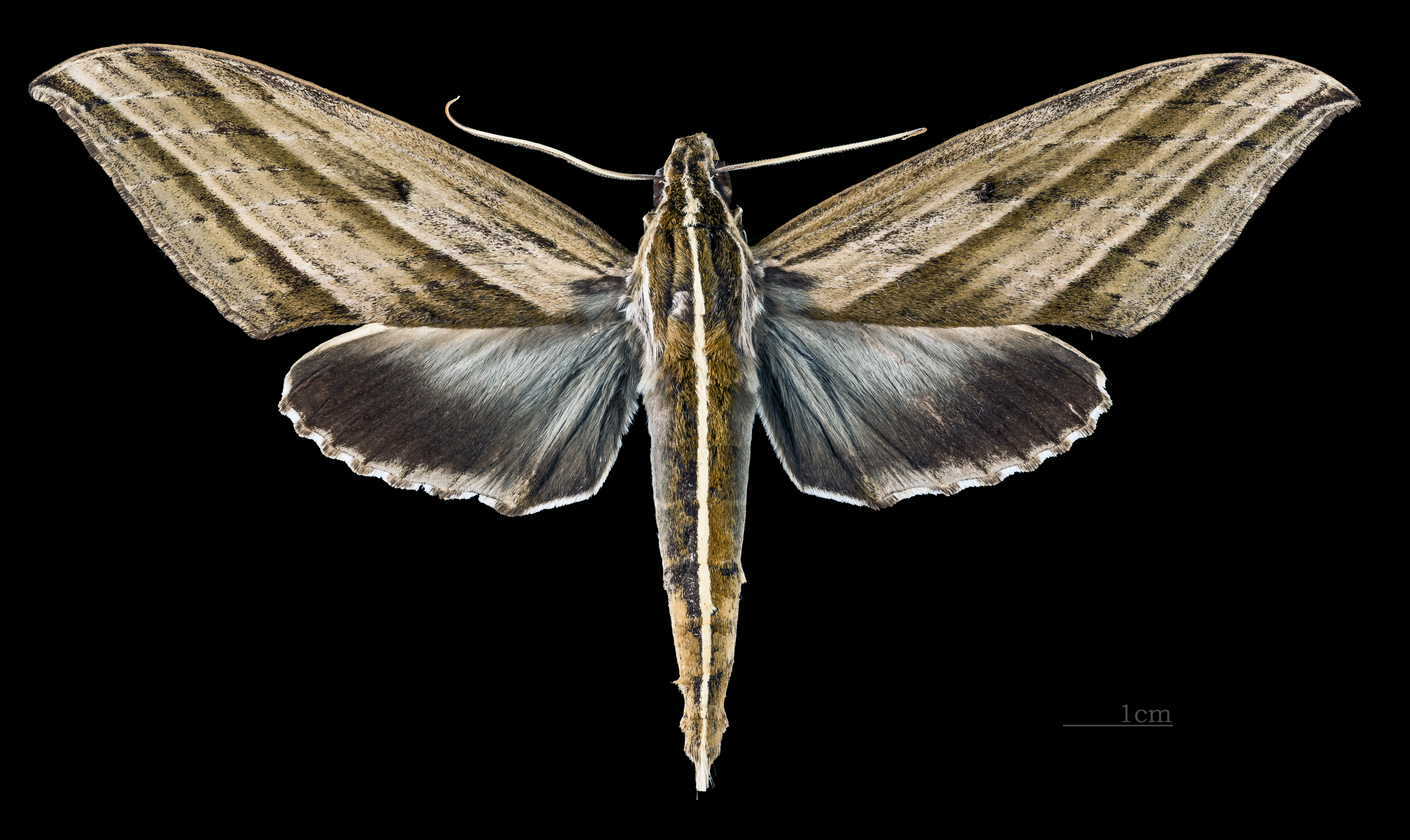
Elibia dolichus ♂ MHNT
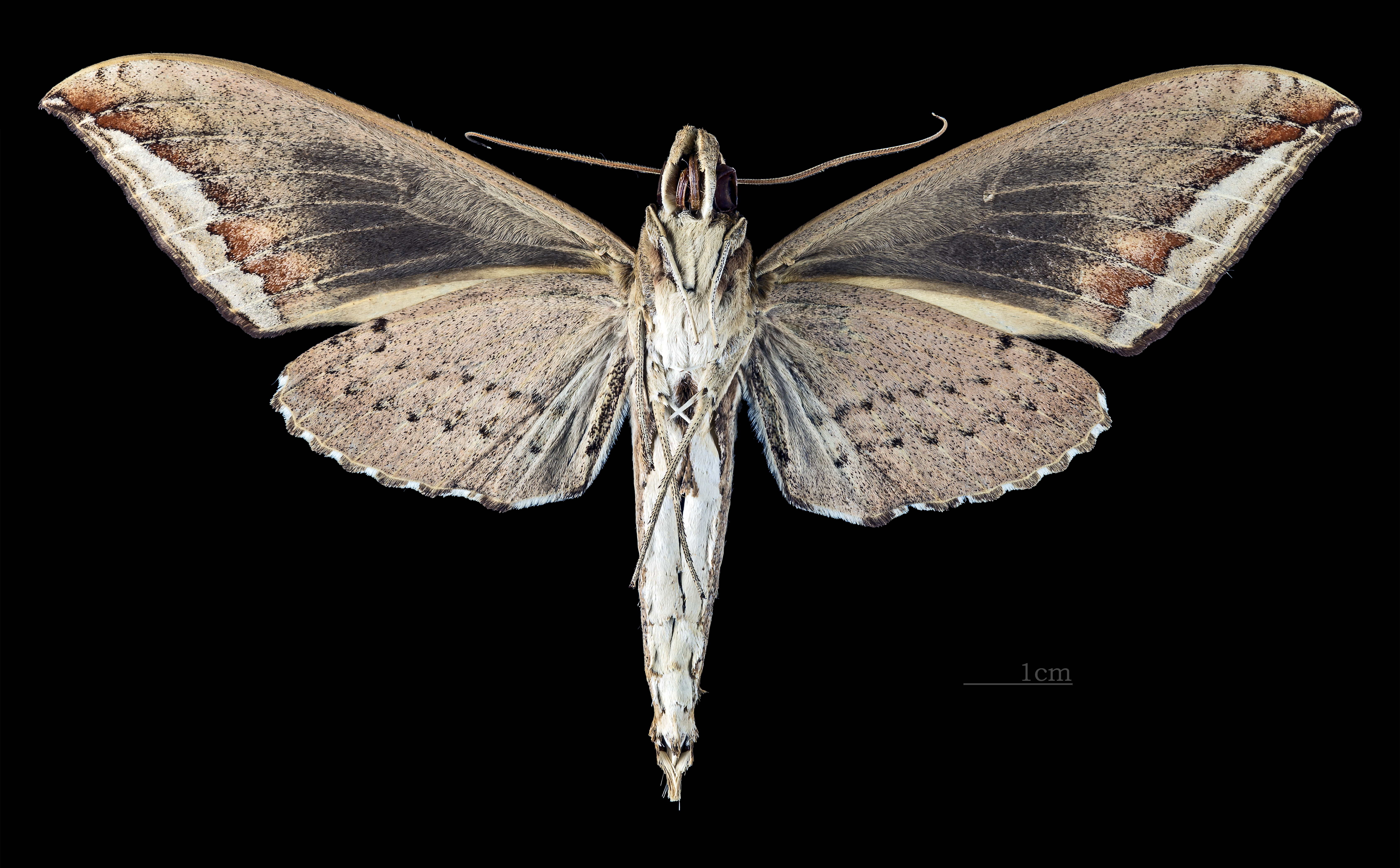
Elibia dolichus ♂ △ MHNT
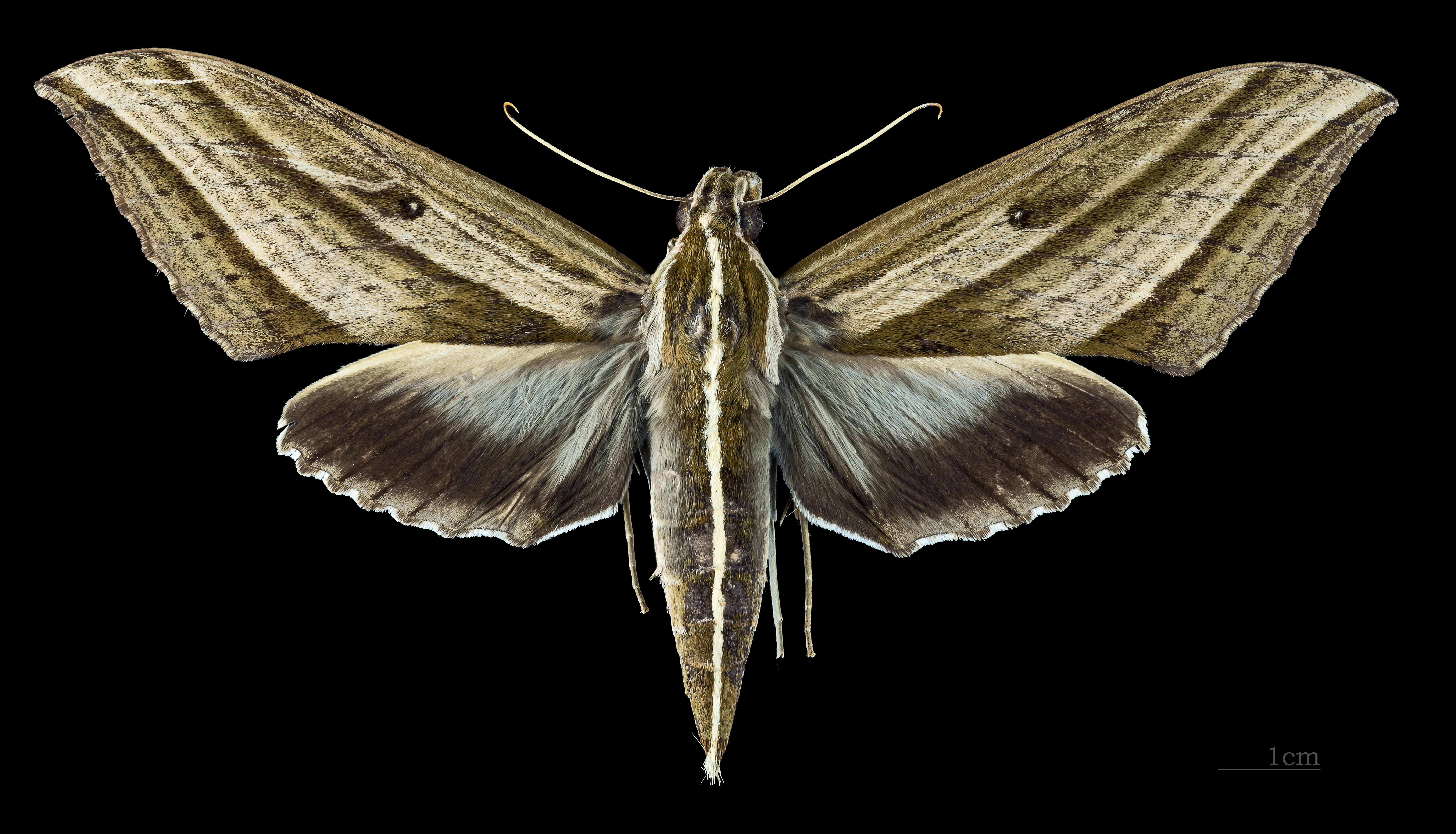
Elibia dolichus ♀ MHNT
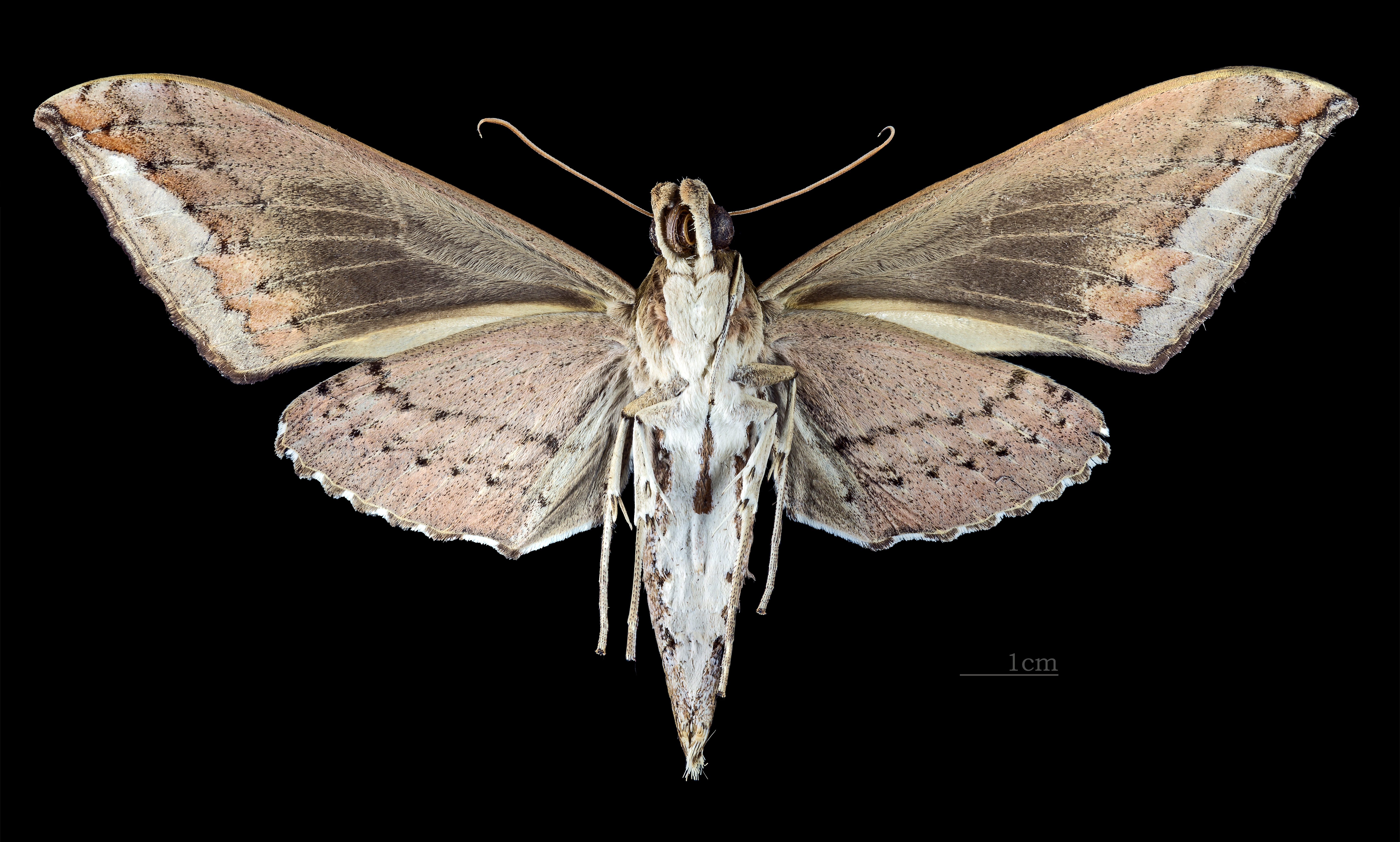
Elibia dolichus ♀ △ MHNT

## Répartition et habitat
Répartition
L'espèce est connue au Népal, au nord-est de l'Inde, au Bangladesh, en Thaïlande, dans le sud de la Chine, en Malaisie péninsulaire, Sarawak, Sabah, en Indonésie (Sumatra, Kalimantan, Java), aux Philippines (île de Palawan).

## Biologie
Les chenilles se nourrissent sur les genres Saurauia, Leea, Cayratia et Tetrastigma.

## Systématique
- L'espèce Elibia dolichus a été décrite par l'entomologiste britannique John Obadiah Westwood en 1847, sous le nom initial de Sphinx dolichus[1].

### Synonymie
- Sphinx dolichus Westwood, 1847 Protonyme
- Elibia linigera Boisduval, 1875[2].